# Polizeipräsidium Wuppertal

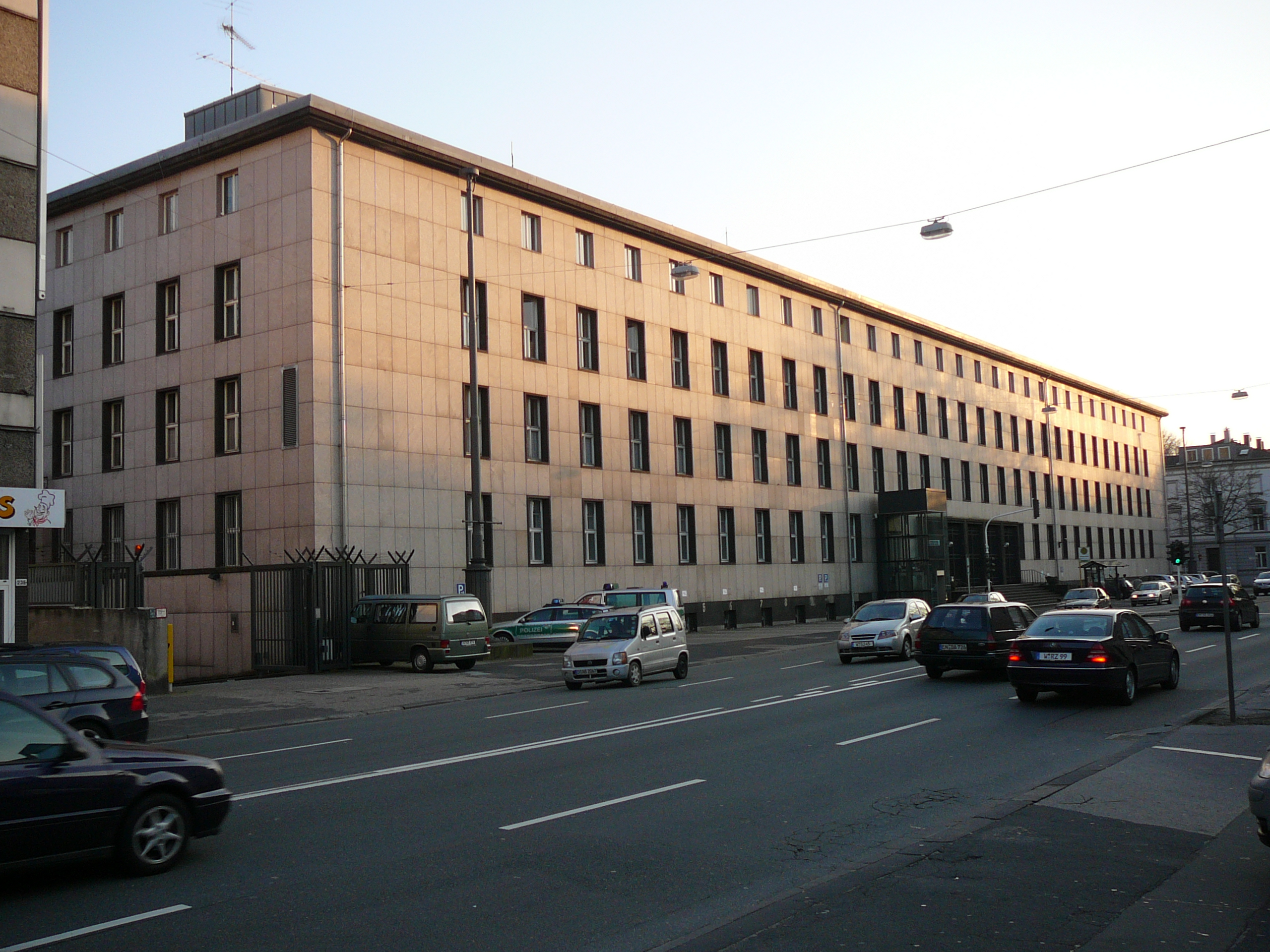
Blick entlang der Fassade Richtung Westen

Das Polizeipräsidium Wuppertal ist eine Kreispolizeibehörde der Polizei Nordrhein-Westfalen und zuständig für das bergische Städtedreieck Wuppertal, Remscheid und Solingen. Es untersteht dem Innenministerium des Landes Nordrhein-Westfalen. Sitz der Behörde ist das am 31. August 1939 in Betrieb genommene Polizeipräsidium in der Friedrich-Engels-Allee 228 in Wuppertal. Polizeipräsident ist seit Januar 2018 Markus Röhrl. Das Polizeipräsidium Wuppertal ist zudem Kriminalhauptstelle.

## Aufgaben
Die Aufgaben der Polizei ergeben sich aus § 1 PolG NRW:

„Die Polizei hat die Aufgabe, Gefahren für die öffentliche Sicherheit abzuwehren (Gefahrenabwehr). Sie hat im Rahmen dieser Aufgabe Straftaten zu verhüten sowie für die Verfolgung künftiger Straftaten vorzusorgen (vorbeugende Bekämpfung von Straftaten) und die erforderlichen Vorbereitungen für die Hilfeleistung und das Handeln in Gefahrenfällen zu treffen.“

Diese Aufgabenzuweisung spiegelt sich in der Gliederung der Behörde wider.

## Gliederung
Das Polizeipräsidium Wuppertal gliedert sich, wie die meisten Kreispolizeibehörden in Nordrhein-Westfalen, in vier Direktionen:

### Direktion Gefahrenabwehr (Dir. GE)
Zur Direktion Gefahrenabwehr gehören:
- die Polizeiinspektion Wuppertal mit den durchgängig besetzten Polizeiwachen Vohwinkel, Elberfeld und Barmen sowie den Polizeiwachen Innenstadt und Alter Markt. Den Polizeiwachen sind zudem verschiedene Bezirksdienststellen untergeordnet.
- die Polizeiinspektion Remscheid mit der durchgängig besetzten Polizeiwache Remscheid und der Polizeiwache Lennep. Den Polizeiwachen sind zudem verschiedene Bezirksdienststellen untergeordnet.
- die Polizeiinspektion Solingen mit der durchgängig besetzten Polizeiwache Solingen und der Polizeiwache Ohligs. Den Polizeiwachen sind zudem verschiedene Bezirksdienststellen untergeordnet.
- die Bereitschaftspolizei mit Abteilungsführung, der 10. Hundertschaft, der 2. Technischen Einsatzeinheit (TEE), sowie der 2. BFH Wuppertal.
- die Polizeisonderdienste (Polizeigewahrsamsdienst, Diensthundeführerstaffel und Einsatztrupp)

### Direktion Kriminalität (Dir. K)
Dazu gehören die Kriminalinspektionen 1 bis 3 sowie die Kriminalinspektion Polizeilicher Staatsschutz. Den Kriminalinspektionen sind die Kriminalkommissariate untergeordnet, welche unterschiedliche Deliktsfelder bearbeiten.

### Direktion Verkehr (Dir. V)
Die Direktion Verkehr besteht aus:
- Verkehrsinspektion 1 mit
  - Verkehrsdienst, gegliedert in
    - Überwachungsgruppe 1 (Kradfahrer)
    - Überwachungsgruppe 2 (Bekämpfung Hauptunfallursachen)
    - Überwachungsgruppe 3 (Sonderverkehr)

  - Verkehrsunfallprävention
- Verkehrsinspektion 2 mit den Verkehrskommissariaten
  - 1 (zuständig für Wuppertal)
  - 2 (zuständig für Remscheid und Solingen)
  - 3 (Zentrale Bearbeitung von Verkehrsordnungswidrigkeiten)

### Direktion Zentrale Aufgaben (Dir. ZA)
Diese Direktion ist unter anderem zuständig für Verwaltung, Haushalt, Waffen/Geräte, Aus- und Fortbildung und Personalwesen.

## Gebäude
Das Gebäude mit der Hausanschrift Friedrich-Engels-Allee 228 wird seitlich begrenzt von der Druckerstraße und der Kothener Straße sowie rückwärtig von der Wittensteinstraße. Es handelt sich um einen rechteckigen Gebäudekomplex mit einem Mittelbau, der die beiden Lichthöfe voneinander abgrenzt, sowie einem Nebengebäude. Über dem erhöhten Sockel mit Kellerfenstern befinden sich vier Vollgeschosse, wobei das oberste deutlich kleinere Fenster aufweist. Hierüber befindet sich das leicht geneigte und deutlich über die Fassade reichende Flachdach. Der heute mit einer Sicherheitsschleuse versehene Eingang im erhöht liegenden Erdgeschoss ist über eine Freitreppe zu erreichen. Die Fassade ist klar mit übereinanderliegenden Fensterpartien gegliedert und mit Steinplatten verkleidet.
Das Gebäude wurde ab 1937 (Richtfest war am 15. Oktober 1937) unter dem Einfluss des Nationalsozialismus und somit auch dessen „Kunstverständnis“ an der ehemaligen Adolf-Hitler-Straße 390 erbaut. Hiervon zeugen noch in den Gängen, Treppenhäusern und dem Großen Saal teilweise monumentale Wandgemälde mit „heroischen Bildern der neuen deutschen Elite“, die in der Nachkriegszeit überwiegend verdeckt waren, wie z. B. ein Reiter- und Standartengemälde von Hans Kohlschein. Sie wurden 1999 freigelegt und inzwischen denkmalgerecht restauriert. Am 1. September 1939, also bezeichnenderweise am Tag des deutschen Überfalls auf Polen und somit am ersten Tag des Zweiten Weltkriegs, nahm die Gestapo hier ihren Dienst auf.
Architekt des Gebäudes war Regierungsbaurat Alexander Schäfer (1887–1954), der zuvor schon das Polizeigebäude Remscheid (1926) sowie das Polizeipräsidium Düsseldorf (1932) entworfen hatte. In seinem Stil folgte er dem abstrakten Klassizismus, der in den 1920er und 1930er Jahren vor allem bei Behördenbauten üblich war. Ursprünglich verfügte das Gebäude über fast 600 Räume, zu denen unter anderem ein zur damaligen Zeit hochmoderner Festsaal und ein „Hausgefängnis“ gehörten. Die Originalfassade aus Tuffstein musste 1978 erneuert werden. Das Innere des Gebäudes wurde sehr aufwändig gestaltet; so beispielsweise wurde das Treppenhaus mit Mosaikfußböden versehen, die der Wuppertaler Künstler Ernst Oberhoff ebenso wie die Fenster entworfen hatte.
Während des Luftangriffs auf Wuppertal-Barmen in der Nacht vom 29. auf den 30. Mai 1943 wurde das Gebäude sowohl von direkten Bombentreffern als auch von dem folgenden Feuersturm weitestgehend verschont. Da das Rathaus Barmen in jener Nacht überwiegend zerstört wurde, bezogen nach Kriegsende sowohl die alliierte Militärregierung als auch in der zweiten Hälfte des Jahres 1945 der Stadtrat und weite Teile der Stadtverwaltung das Gebäude. Dieses Provisorium dauerte (in Abschnitten) bis zur Wiederherstellung des Rathauses Barmen im Jahre 1959 an. Robert Daum wurde im Saal 300 zum ersten Nachkriegs-Oberbürgermeister gewählt. Dort fand auch der Wuppertaler Bialystok-Prozess gegen 14 Wuppertaler Polizisten, unter anderem gegen Heinrich Schneider, statt.
Seit dem 14. Juni 1985 ist das Polizeipräsidium mit den Nebenanlagen in Gänze als Baudenkmal anerkannt und wurde in die Denkmalliste der Stadt Wuppertal eingetragen.
Das Gebäude muss bald saniert werden, für die rund zwei Jahre dauernde Sanierung wird ein Ausweichquartier gesucht.

## Überlieferung
Die Akten des Polizeipräsidiums Wuppertal, die nicht mehr zur aktuellen Aufgabenwahrnehmung benötigt werden, müssen dem Landesarchiv Nordrhein-Westfalen Abteilung Rheinland zur Übernahme angeboten werden. Das Landesarchiv entscheidet nach fachlichen Kriterien über Archivierung oder Vernichtung dieser Akten. Momentan umfasst der dortige Bestand „Polizeipräsidium Wuppertal“ (Findbücher 217.09.01-03) annähernd 1100 Akten, wächst aber durch Abgaben beständig weiter. Die Laufzeit der Akten beginnt in der zweiten Hälfte des 19. Jahrhunderts (und umfasst damit auch polizeiliche Angelegenheiten aus der Zeit vor der Gründung des Polizeipräsidiums) und endet gegenwärtig in den 1990er Jahren. Inhaltlich umfasst der Bestand die ganze Breite der polizeilichen Tätigkeit mit Schwerpunkten auf dem Vereins- und Versammlungswesen und der Bekämpfung des politischen Extremismus. Eine Nutzung der Akten kann nach den Vorgaben des nordrhein-westfälischen Archivgesetzes erfolgen, wobei insbesondere personenbezogene Schutzfristen zu beachten sind.

## Behördenleitung
Die Leitung des Polizeipräsidiums unterstand seit der Gründung 1953:
- 1953–0000: Friedrich „Fritz“ Schulte (1891–1955)[13]
- 1954–1962: Martin Schönenborn (1897–1967)
- 1962–1967: Ewald Geske
- 1967–1974: Kurt Wöhler (1924–2006)
- 1974–1975: Hans Wilhelm Fritsch
- 1975–1982: Rolf Arno Födisch
- 1983–2001: Klaus-Dietrich Köhler (* 1936)
- 2001–2009: Joachim Werries
- 2010–2017: Birgitta Radermacher (* 1956)
- seit 2018 (amtierend): Markus Röhrl